# Єжи Возняк
Єжи Ян Возняк (пол. Jerzy Jan Woźniak; нар. 27 грудня 1932, Рембертув, Польща — 9 січня 2011, Варшава, Польща) — польський футболіст та тренер, виступав на позиції захисника, гравець збірної Польщі, учасник олімпійських ігор.

## Клубна кар'єра
Футболом розпочав займатися у клубі «Кадра» (Рембертув). У 1949 році перейшов до «Маримонт» (Варшава), де й дебютував у дорослому футболі. У 1953 році виступав у столичному Лотніку. Після цього перейшов до варшавської «Легії», де провів наступні 13 років власної кар'єри. У футболці «Легії» двічі ставав переможцем чемпіонату Польщі (1955, 1956) та тричі — кубку Польщі (1955, 1956, 1966). Завершував футбольну кар'єру у «Варшавянці» та РКС (Блонє)
Нагороджений Срібним Хрестом Заслуги

## Кар'єра в збірній
Дебютував у футболці збірної Польщі дебютував 29 травня 1955 року в Бухаресті в поєдинку проти Румунії. Учасник Олімпійських ігор у Римі, зіграв у всіх трьох матчах команди на турнірі. У складі збірної Польщі зіграв 35 матчів

## По завершенні кар'єри
Працював автомеханіком, займався тренерською діяльністю. Помер у січні 2011 у віці 78 років.

## Досягнення
«Легія»
- Перша ліга Польщі
  -  Чемпіон (2): 1955, 1956

- Кубок Польщі
  -  Володар Кубку (3): 1954-55, 1955-56, 1965-66